# Gerbillus principulus
Gerbillus principulus és una espècie de mamífer rosegador de la família dels múrids. És endèmic d'una petita part del Sudan. El seu hàbitat natural són les planes rocoses amb matolls. Es desconeix si hi ha cap amenaça significativa per a la supervivència d'aquesta espècie. Calen nous estudis per a determinar l'estat taxonòmic d'aquest animal.